# Marc Isambard Brunel
Sir Marc Isambard Brunel (Hacqueville, 25 aprile 1769 – Londra, 12 dicembre 1849) è stato un ingegnere francese naturalizzato statunitense.
Egli preferì usare il nome Isambard, ma è generalmente conosciuto come Marc per evitare confusione con il suo figlio più famoso Isambard Kingdom Brunel. La sua opera più famosa fu la costruzione della Galleria sotto il Tamigi.

## Giovinezza in Francia
Brunel era il secondo figlio di Jean Charles Brunel e Marie Victoire Lefebvre. Il padre era un proprietario terriero di Hacqueville, Normandia, Marc nacque nella fattoria di famiglia. La consuetudine voleva che il primogenito ereditasse l'azienda paterna e il secondogenito divenisse sacerdote. Il padre avviò Marc agli studi classici ma questi non mostrò alcuna simpatia per il greco o il latino, invece si dimostrò molto portato per la matematica ed il disegno. Sin da piccolo si dimostrò molto appassionato alla musica.
All'età di undici anni venne mandato al seminario di Rouen. Il direttore del seminario gli consentì di frequentare l'officina di carpenteria e ben presto il ragazzo conseguì una discreta abilità da ebanista. Quando andava al porto locale faceva schizzi delle navi alla fonda. Siccome non dimostrò alcuna volontà di diventare sacerdote, suo padre lo mandò presso dei parenti a Rouen, presso i quali un amico della famiglia istruì Marc nelle materie navali. Nel 1786, a seguito di questo insegnamento, Marc si arruolò come cadetto della marina su di una fregata francese e durante il suo servizio visitò varie volte le Indie Occidentali. Si costruì un quadrante di ottone e avorio da utilizzare durante il servizio a bordo.
Mentre Brunel era in navigazione, nel 1789 scoppiò la Rivoluzione francese. Nel gennaio del 1792, l'equipaggio della fregata venne lasciato libero. Brunel tornò a vivere presso i suoi a Rouen. Come la maggior parte degli abitanti della Normandia anche Brunel era un simpatizzante realista. Nel gennaio del 1793, mentre era a Parigi, durante il processo di Luigi XVI di Francia, Brunel in pubblico imprudentemente formulò la previsione della scomparsa di Robespierre, uno dei leader della rivoluzione. Tuttavia, ebbe la fortuna di uscire da Parigi sulle sue gambe e fece ritorno a Rouen. Comunque, Brunel cominciò a pensare di lasciare la Francia. Durante il suo soggiorno a Rouen, Brunel incontrò Sophie Kingdom, una giovane inglese orfana che lavorava come governante presso una famiglia. Sfortunatamente egli fu costretto a lasciarla quando dovette rifugiarsi a Le Havre dove si imbarcò sulla nave americana "Liberty" diretta a New York.

## In America
Brunel sbarcò a New York il 6 settembre 1793 e successivamente si recò a Filadelfia e Albany. Egli si interessò ad un progetto per il collegamento tramite canale del Hudson River con il Lago Champlain, inoltre presentò un progetto per la costruzione del nuovo Campidoglio (Washington). La Commissione restò molto colpita dal progetto che comunque non venne scelto.
Nel 1798, dopo aver ottenuto la cittadinanza americana, Brunel venne nominato Ingegnere Capo della città di New York. Progettò diverse abitazioni, edifici commerciali nel porto, un arsenale ed una fabbrica di cannoni. Non esistono documenti ufficiali dei progetti realizzati da Brunel a New York, sembra che essi siano andati distrutti nei Disordini di New York (1863).
Nel 1798, durante una chiacchierata a cena, Brunel venne a conoscenza delle difficoltà incontrate dalla Royal Navy per ottenere 100.000 carrucole che ogni anno servivano per il funzionamento delle sue navi. Queste carrucole venivano fatte artigianalmente. Brunel immediatamente disegnò uno schema di una macchina per automatizzare la produzione di carrucole. Egli decise di salpare per l'Inghilterra e proporre la sua invenzione all'Ammiragliato. Si imbarcò il 7 febbraio 1799 con una lettera di presentazione per il Ministro della Marina. Dopo un mese di navigazione la nave "Halifax" attraccò a Falmouth in Cornovaglia.

## In Inghilterra
Mentre Brunel si trovava in America, Sophie Kingdom era rimasta a Rouen e durante il Regime del Terrore fu arrestata con l'accusa di essere una spia inglese e doveva essere giustiziata da un giorno all'altro, ma si salvò solo per la caduta di Robespierre nel giugno 1794. Nel 1795, Sophie poté lasciare la Francia e far ritorno a Londra.
Quando arrivò dall'America, Brunel si recò subito a Londra e si mise in contatto con Sophie. Il 1º novembre 1799 si sposarono nella chiesa di St Andrew ad Holborn. Nel 1802 Sophie diede alla luce una figlia, Sophia. Nel 1804 nacque un'altra figlia, Emma. Infine, il 9 aprile 1806, Sophie diede alla luce un maschio, battezzato Isambard Kingdom, destinato ad essere uno dei più grandi ingegneri al mondo.
Nell'estate del 1799, Brunel fu presentato ad Henry Maudslay, un rinomato costruttore di macchine utensili, che aveva lavorato per Joseph Bramah, ma da poco si era messo in proprio. Maudslay aveva costruito modelli di macchine per la costruzione di carrucole e per questo Brunel contattò Samuel Bentham, l'Ispettore Generale dei cantieri navali. Nell'aprile del 1802, Bentham raccomandò l'installazione a Portsmouth dei macchinari per carrucole proposti da Brunel. Il vantaggio di questi macchinari rispetto a quelli esistenti consisteva nella possibilità di essere manovrati da semplici manovali e di avere una produzione dieci volte superiore a quella precedente. Le macchine installate a Portsmouth furono una quarantina e dal 1808 l'impianto produceva 130.000 carrucole all'anno. Purtroppo per Brunel, l'Ammiragliato non era puntuale nei pagamenti, nonostante il fatto che Brunel avesse investito in questo progetto più di £2.000 di tasca propria. Nell'agosto del 1808 Brunel riuscì ad ottenere un acconto di £1.000, ma ci vollero ancora due anni perché ottenesse il pagamento di poco più di £17.000.
Brunel fu un importante ingegnere meccanico, si impegnò nello sviluppo di macchine per segheria, sottoscrisse contratti col governo britannico per lavori nei cantieri di Chatham e Woolwich, sfruttando l'esperienza acquisita nella fabbrica di carrucole di Portsmouth. Brunel si costruì una segheria a Battersea (che fu distrutta dal fuoco nel 1814 e ricostruita nel 1816) per la produzione di impiallacciature, costruì anche segherie per vari imprenditori. Egli sviluppò macchinari per la produzione in serie di stivali per soldati, tuttavia prima che la fabbrica potesse raggiungere la piena produzione, la richiesta cessò a causa della fine delle guerre contro Napoleone. Nel 1814, Brunel fu nominato accademico della Royal Society. Nel 1828, fu eletto quale membro straniero alla Accademia Reale Svedese delle Scienze.

## In carcere per debiti
Brunel si trovò varie volte impegnato in progetti che risultarono poco redditizi. Perciò, agli inizi del 1821 venne processato e rinchiuso nella King's Bench Prison di Southwark. I prigionieri per debiti potevano tenere con loro i famigliari e così Sophie seguì il marito. Brunel passò 88 giorni in carcere. Col passare del tempo senza alcuna prospettiva di ottenere il rilascio, Brunel scrisse ad Alessandro I di Russia chiedendogli se vi fosse la possibilità di trasferirsi a San Pietroburgo per lavorare per lo zar. Non appena ci si rese conto che la Gran Bretagna avrebbe perso un ingegnere della portata di Brunel, influenti personalità, come ad esempio Arthur Wellesley, I duca di Wellington, fecero pressione sul governo perché intervenisse. Il governo, così sollecitato, decise di concedere £5.000 per azzerare i debiti di Brunel, a condizione che egli rinunciasse a trasferirsi in Russia. Come risultato, Brunel venne liberato nel mese di agosto del 1821.

## Il Tunnel del Tamigi

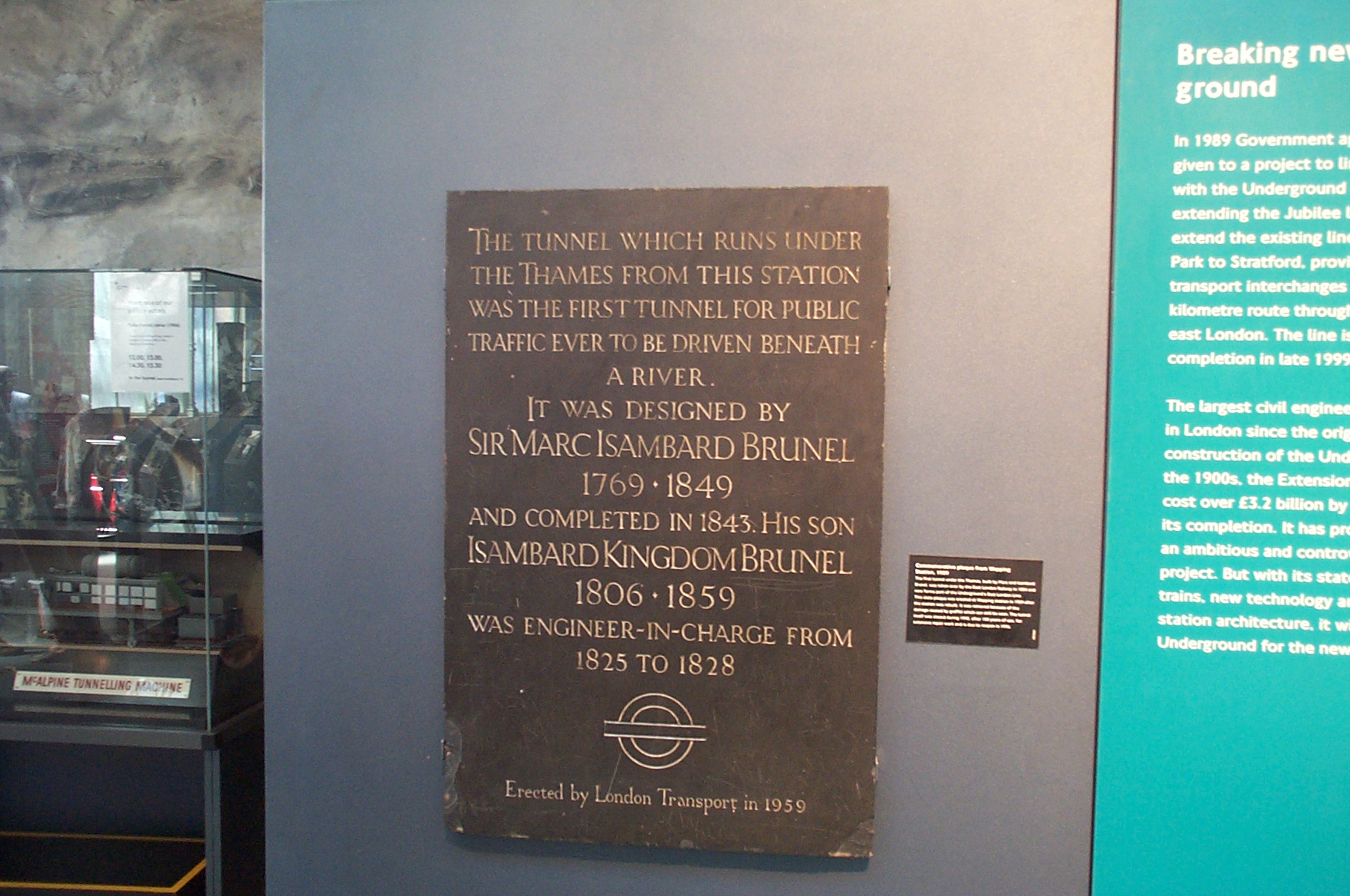
La targa a ricordo degli ingegneri Brunel padre e figlio

Nel 1805 venne costituita la Thames Archway Society col fine di costruire un tunnel sotto il Tamigi tra Rotherhithe, sulla riva sud e Wapping sulla riva nord del fiume. Per la costruzione della galleria venne assunto il celebre ingegnere Richard Trevithick. Questi utilizzò per gli scavi i minatori della Cornovaglia. Nel 1807 gli scavi giunsero in una zona di sabbie mobili e le condizioni di lavoro divennero estremamente difficili e pericolose. Alla fine, dopo uno scavo di 1.000 metri, i lavori vennero abbandonati e secondo gli esperti, guidati da William Jessop, era impossibile realizzare un tunnel del genere.
Brunel aveva già avuto occasione di progettare un tunnel sotto la Neva in Russia, ma tale progetto non venne mai realizzato. Nel 1818 Brunel brevettò uno scudo per perforazioni, la cosiddetta talpa. Questo era uno scudo rinforzato in ghisa dentro il quale i minatori lavorano in compartimenti separati scavando la galleria. Periodicamente lo scudo veniva spostato con martinetti di grandi dimensioni e la superficie della galleria già praticata veniva coperta con fasce di rivestimento in ghisa. Si sostiene che Brunel si sia ispirato per il suo scudo alla teredine, "Teredo navalis", che ha la testa ricoperta da un rigido guscio per poter perforare il legno delle navi. L'invenzione di Brunel ha fornito la base per successivi scudi perforatori usati per costruire le gallerie della London Underground e molti altri tunnel. Brunel era così convinto di riuscire a scavare il tunnel sotto il Tamigi con la sua macchina, che scrisse ad ogni influente persona che potesse esserne interessata. Finalmente nel febbraio del 1824 fu tenuta una riunione che consentì la sottoscrizione di 2.128 azioni a £50 l'una. Nel giugno del 1824 venne costituita la Thames Tunnel Company con l'assenso reale. Il tunnel era destinato al traffico di mezzi trainati da cavalli.

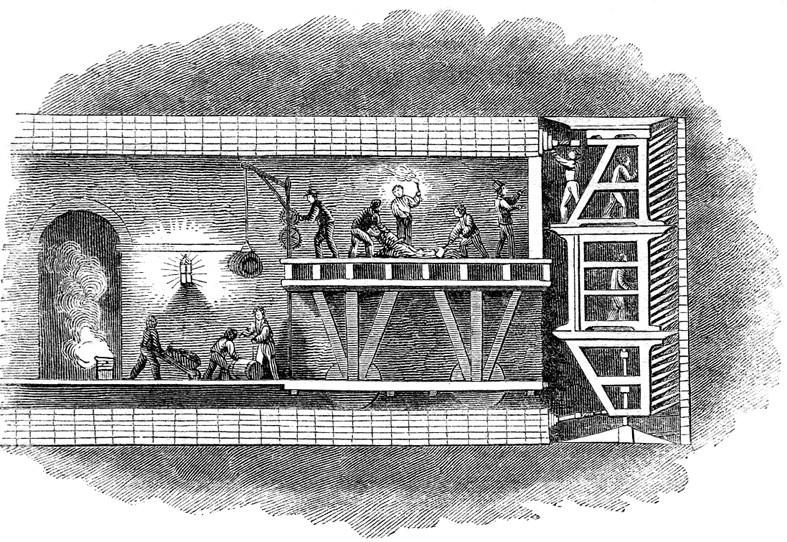
Schema dello scudo per perforazioni usato per il Tunnel del Tamigi

I lavori iniziarono nel febbraio del 1825 e consistettero nel far penetrare sulla riva di Rotherhithe una struttura cilindrica del diametro di 16 metri. Ciò venne fatto creando un cerchio di metallo del diametro di 16 metri e costruendo su di questa una torre circolare in mattoni. Man mano che la torre si elevava, col suo peso spingeva il cerchio nel terreno e allo stesso tempo gli operai scavavano il terreno al centro del cerchio. Questa struttura circolare venne completata nel novembre del 1825 e lo scudo per la perforazione, fabbricato a Lambeth presso le officine di Henry Maudslay, venne assemblato sul fondo della struttura. Lo scudo in sezione trasversale si presentava di forma rettangolare e consisteva di dodici alloggiamenti uno a fianco all'altro su due livelli ciascuno dei quali poteva essere spostato in avanti indipendentemente dall'altro. Ogni alloggiamento conteneva tre scomparti, uno sopra l'altro, grandi abbastanza per contenere un uomo che scavava la parete del tunnel. La struttura in totale poteva contenere 36 minatori. Quando abbastanza materiale era stato rimosso dalle pareti della galleria, la struttura veniva spostata in avanti con grandi martinetti e i muratori che seguivano provvedevano al rivestimento in mattoni delle pareti. Per il rivestimento del tunnel ci vollero oltre sette milioni e mezzo di mattoni.

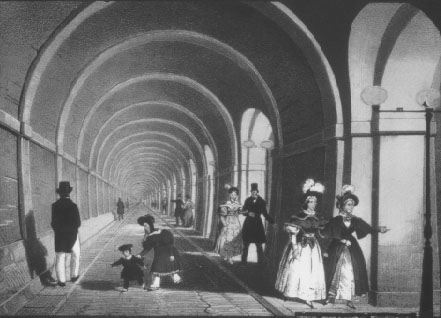
Interno del Tunnel del Tamigi, metà del XIX secolo

Brunel ebbe come assistente ai lavori il figlio diciottenne Isambard. Brunel aveva progettato che il tunnel non dovesse passare a più di quattro metri sotto il letto del fiume. Questa scelta, in seguito, causò dei problemi. Un altro problema che assillò Brunel fu l'opinione di William Smith, il presidente della Società del Tunnel, secondo il quale l'uso del sistema di Brunel era un lusso e che la costruzione del tunnel poteva essere più a buon mercato ricorrendo ai metodi tradizionali. Inoltre, Smith voleva che Brunel venisse sostituito come Ingegnere Capo e cercò in tutti i modi di metterlo in difficoltà. Fortunatamente lo scudo si rivelò un successo più che evidente. Durante l'avanzamento dei lavori Brunel ebbe dei problemi di salute e in un'occasione rischiò di affogare a causa di un allagamento nel tunnel, per questo il figlio Isambard dovette per un certo tempo accollarsi l'intero onere del lavoro.
A causa della vicinanza del tunnel al letto del fiume ci furono spesso degli allagamenti, perciò nel 1827 fu necessario turare un enorme cedimento presentatosi nel letto del fiume. Infine, le risorse della Thames Tunnel Company si esaurirono e nonostante gli sforzi per raccogliere più fondi, i lavori nel tunnel vennero sospesi fino al mese di agosto del 1828. Brunel si dimise dal suo incarico presso la Società a causa della continua opposizione del presidente. Si dedicò a vari progetti di ingegneria civile e aiutò suo figlio Isambard nel progetto del ponte sospeso di Clifton.
Nel marzo del 1832, William Smith venne rimosso dall'incarico di presidente della Thames Tunnel Company. Nel 1834 il governo concesse un prestito di £246.000 alla Società del Tunnel. Il vecchio scudo da 80 ton. venne rimosso e sostituito da un nuovo potenziato scudo da 140 ton. costituito da 9.000 pezzi che vennero assemblati direttamente sottoterra. Gli scavi ripresero, ma si presentarono ancora casi di allagamento che le pompe non riuscirono a prosciugare. Molti minatori rimasero intossicati dal continuo afflusso di acqua inquinata. Appena il tunnel stava per avvicinarsi al punto di uscita di Wapping, iniziarono i lavori per la costruzione di una struttura di un pozzo verticale simile a quello di Rotherhithe. I lavori si iniziarono nel 1840 e terminarono dopo tredici mesi.
Il 24 marzo 1841 Brunel venne nominato baronetto dalla giovane regina Vittoria. Questa nomina venne caldeggiata dal marito della regina il principe consorte Alberto di Sassonia-Coburgo-Gotha che aveva mostrato grande interesse per i lavori del tunnel. Il tunnel aprì l'ingresso sulla riva di Wapping il 1º agosto 1842. Il 7 novembre 1842, Brunel subì un ictus che gli paralizzò il lato destro per un certo tempo. Il Tunnel del Tamigi venne inaugurato il 25 marzo 1843 e Brunel, nonostante le cattive condizioni di salute, partecipò alla cerimonia. Entro quattro mesi dall'apertura un milione di persone visitò il tunnel. Il 26 luglio 1843 la regina Vittoria e il principe Alberto visitarono il tunnel. Nonostante che la destinazione del tunnel fosse per il traffico di mezzi a trazione animale, la galleria venne usata dai pedoni.

## Ultimi anni di vita

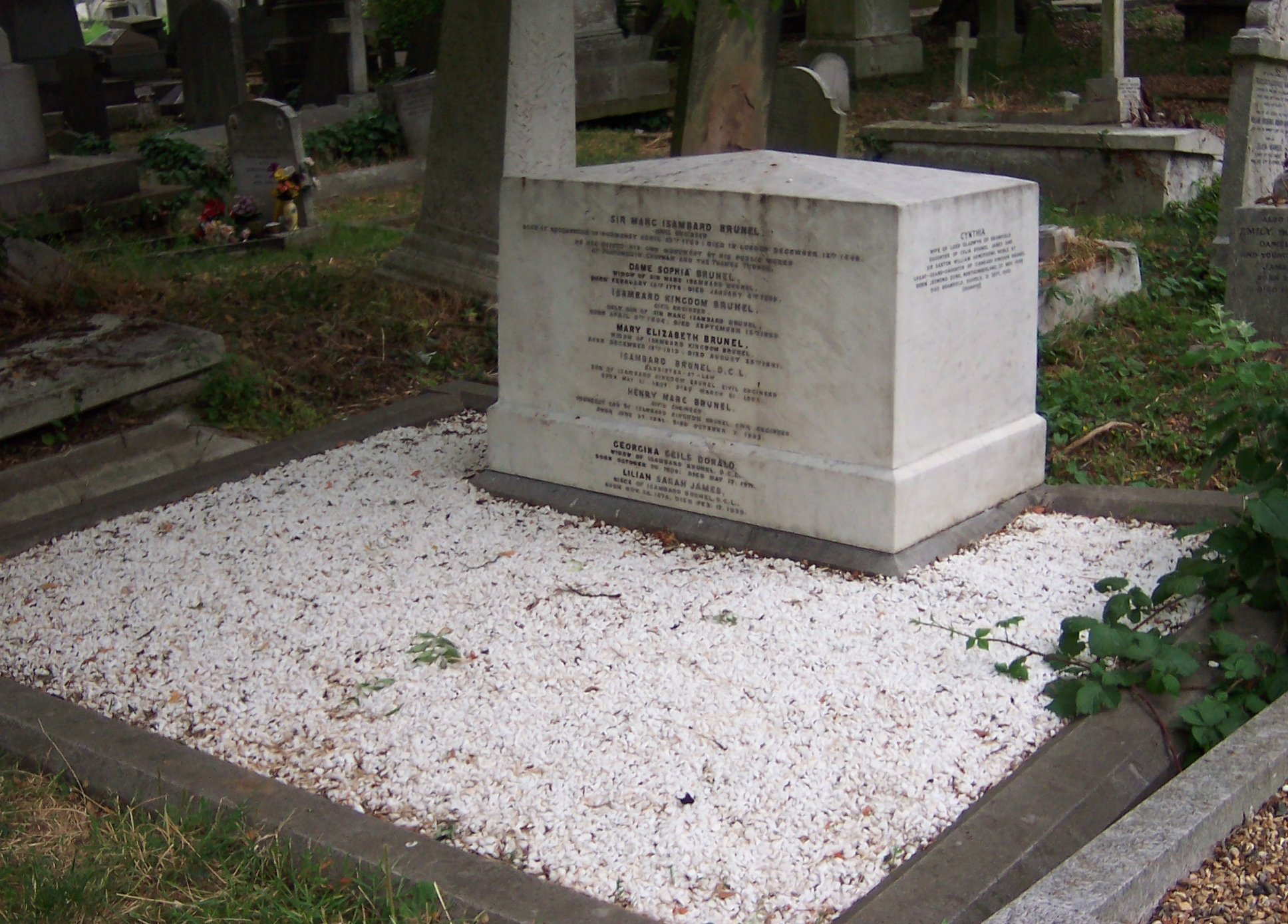
La tomba della famiglia Brunel, nel Kensal Green Cemetery, di Londra

Dopo il completamento del Tunnel del Tamigi, Brunel continuò ad essere in cattive condizioni di salute. Non accettò più importanti lavori anche se aiutò il figlio Isambard in vari progetti. Brunel era molto orgoglioso dei successi di suo figlio e presenziò al varo della SS Gret Britain avvenuto a Bristol il 19 luglio 1843. Nel 1845, Brunel subì un ictus ancor più severo e restò quasi del tutto paralizzato al lato destro. Il 12 dicembre 1849, Brunel si spense all'età di 80 anni e venne sepolto nel Kensal Green Cemetery a Londra. La moglie Sophie fu in seguito sepolta nello stesso luogo, come pure dieci anni dopo il loro figlio Isambard.
Nel 1865, la East London Railway Company acquistò il tunnel per £200.000 e quattro anni dopo vi cominciarono a passare i primi treni. In seguito la galleria è entrata a far parte del sistema della metropolitana londinese e tutt'oggi è ancora in uso.